# Vild magi
Vild magi (originaltitel: Wild Magic) är en roman av Tamora Pierce som är utgiven 1992. Den svenska översättningen av Ylva Spångberg utkom 2003. Boken är den första i serien De odödliga.

## Handling
Huvudpersonen i Vild magi heter Daine, är 13 år och har en speciell gåva, hon kan nämligen tala med djur. När Daine har förlorat sin familj, genom mystiska omständigheter, söker hon arbete som hästskötare vid Hovet i Tortall. Väl där dras hon och hennes nyfunna vänner in i striderna mot de odödliga som plötsligt kommit in i de dödligas värld. Om hon inte lär sig kontrollera gåvan kommer hon inte klara sig. Men för att lära sig det måste hon först börja lära sig att lita på människor igen.

## ISBN
- ISBN 91-638-2746-8